# Anastasija Kuz'mina
Anastasija Vladimirovna Kuz'mina nata Šipulina (in russo Анастасия Владимировна Кузьмина (Шипулина)?; Tjumen', 28 agosto 1984) è una biatleta russa naturalizzata slovacca, nota anche come Anastasia Kuzminová. Campionessa olimpica sia nella gara sprint dei XXI Giochi olimpici invernali di Vancouver 2010 sia in quella dei XXII di Soči 2014, rappresentò la Russia a livello juniores fino al 2008.

## Biografia
Sorella del biatleta Anton Šipulin e moglie del fondista israeliano Daniel Kuzmin, che è anche suo allenatore, ha esordito in Coppa del Mondo il 7 gennaio 2006 nella sprint di Oberhof (63ª), ha conquistato il primo podio il 17 dicembre 2009 nell'individuale di Pokljuka e la prima vittoria il 10 dicembre 2010 nella sprint di Hochfilzen.
In carriera ha preso parte a tre edizioni dei Giochi olimpici invernali, Vancouver 2010 (1ª nella sprint, 39ª nell'individuale, 2ª nell'inseguimento, 8ª nella partenza in linea, 13ª nella staffetta), Soči 2014 (1ª nella sprint, 27ª nell'individuale, 6ª nell'inseguimento, 26ª nella partenza in linea, 5ª nella staffetta mista) e Pyeongchang 2018 (13ª nella sprint, oro nella partenza in linea, argento nell'inseguimento e nell'individuale, 20ª nella staffetta mista), e a nove dei Campionati mondiali, vincendo tre medaglie.

## Palmarès

### Olimpiadi
- 6 medaglie:
  - 3 ori (sprint[3] a Vancouver 2010; sprint a Soči 2014, partenza in linea a Pyeongchang 2018);
  - 3 argenti (insegumento[3] a Vancouver 2010; inseguimento, individuale a Pyeongchang 2018).

### Mondiali
- 3 medaglie:
  - 1 oro (sprint[3] a Östersund 2019)
  - 1 argento (partenza in linea[3] a Pyeongchang 2009)
  - 1 bronzo (sprint[3] a Chanty-Mansijsk 2011)

### Mondiali juniores
- 3 medaglie:
  - 1 oro (staffetta a Kontiolahti 2005)
  - 1 argento (staffetta ad Alta Moriana 2004)
  - 1 bronzo (sprint a Kontiolahti 2005)

### Mondiali giovanili
- 4 medaglie:
  - 1 oro (staffetta a Kościelisko 2003)
  - 3 argenti (staffetta a Val Ridanna 2002; individuale, inseguimento a Kościelisko 2003)

### Europei
- 2 medaglie:
  - 2 ori (sprint, inseguimento a Ufa 2009)

### Europei juniores
- 1 medaglia:
  - 2 ori (staffetta a Minsk 2004; inseguimento a Novosibirsk 2005)
  - 2 argenti (inseguimento a Minsk 2004; sprint a Novosibirsk 2005)

### Coppa del Mondo
- Miglior piazzamento in classifica generale: 2ª nel 2018
- Vincitrice della Coppa del Mondo di sprint nel 2018 e nel 2019
- Vincitrice della Coppa del Mondo di inseguimento nel 2018
- 30 podi (29 individuali, 1 a squadre), oltre a quelli conquistati in sede olimpica e iridata e validi anche ai fini della Coppa del Mondo:
  - 14 vittorie (individuali)
  - 11 secondi posti (individuali)
  - 5 terzi posti (4 individuali, 1 a squadre)

#### Coppa del Mondo - vittorie
| Data             | Località                | Nazione   | Specialità |
| ---------------- | ----------------------- | --------- | ---------- |
| 10 dicembre 2010 | Hochfilzen              | Austria   | SP         |
| 19 marzo 2011    | Oslo Holmenkollen       | Norvegia  | PU         |
| 17 gennaio 2013  | Anterselva              | Italia    | SP         |
| 22 marzo 2014    | Oslo Holmenkollen       | Norvegia  | PU         |
| 23 marzo 2014    | Oslo Holmenkollen       | Norvegia  | MS         |
| 9 dicembre 2017  | Hochfilzen              | Austria   | PU         |
| 15 dicembre 2017 | Annecy Le Grand-Bornand | Francia   | SP         |
| 4 gennaio 2018   | Oberhof                 | Germania  | SP         |
| 6 gennaio 2018   | Oberhof                 | Germania  | PU         |
| 15 marzo 2018    | Oslo Holmenkollen       | Norvegia  | SP         |
| 23 dicembre 2018 | Nové Město na Moravě    | Rep. Ceca | MS         |
| 17 gennaio 2019  | Ruhpolding              | Germania  | SP         |
| 21 marzo 2019    | Oslo Holmenkollen       | Norvegia  | SP         |
| 23 marzo 2019    | Oslo Holmenkollen       | Norvegia  | PU         |

Legenda:

SP = sprint

PU = inseguimento

MS = partenza in linea